# (2828) Iku-Turso
(2828) Iku-Turso est un astéroïde de la ceinture principale.

## Description
(2828) Iku-Turso est un astéroïde de la ceinture principale. Il fut découvert le 18 février 1942 à Turku par Liisi Oterma. Il présente une orbite caractérisée par un demi-grand axe de 2,24 UA, une excentricité de 0,09 et une inclinaison de 3,3° par rapport à l'écliptique.
Il est nommé d'après Iku-Turso, créature mythologique finnoise.

## Compléments